# Nile (Tasmanië)
Nile is een plaats in de Australische deelstaat Tasmanië. De plaats telde 121 inwoners op 10 augustus 2021. Nile ligt zo'n 10 kilometer ten zuidwesten van Longford.

## Geografie
Nile ligt in de LGA Northern Midlands Council. De South Esk River vormt de westelijke grens. De Nile stroomt door de plaats alvorens uit te monden in de South Esk.
| Aangrenzende kernen | Aangrenzende kernen | Aangrenzende kernen | Aangrenzende kernen | Aangrenzende kernen |
| ------------------- | ------------------- | ------------------- | ------------------- | ------------------- |
| Perth               | Evandale            |                     |                     | Deddington          |
|                     |                     |                     |                     |                     |
| Powranna            | Rossarden           |                     |                     |                     |
|                     |                     |                     |                     |                     |
|                     | Epping Forest       | Cleveland           | Conara              |                     |